# Rudziniec
Rudziniec (deutsch Rudzinitz, 1936–1945 Rudgershagen) ist eine Ortschaft im Powiat Gliwicki in der Woiwodschaft Schlesien und Gemeindesitz der Gemeinde Rudziniec.

## Geschichte

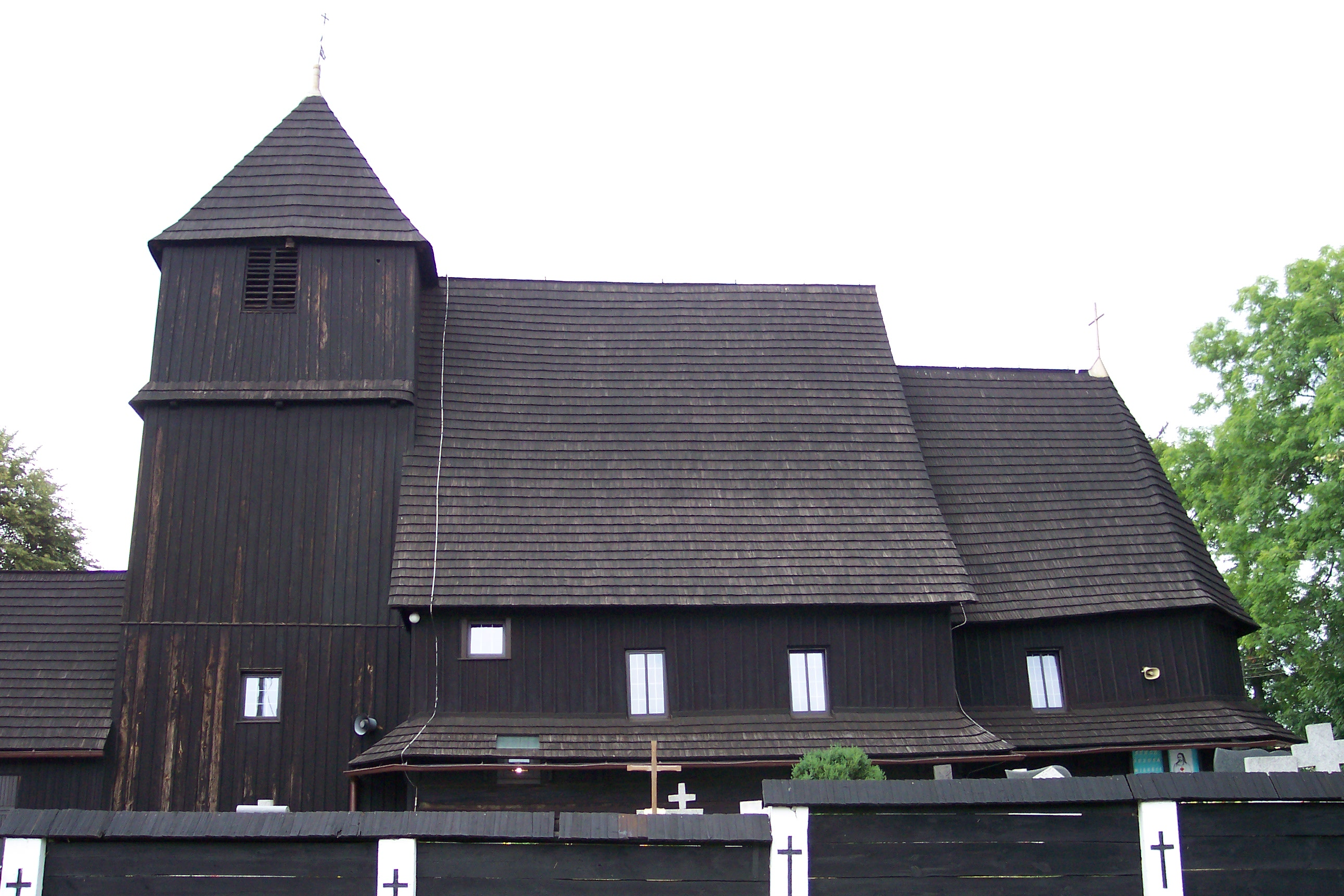
Schrotholzkirche St. Michael

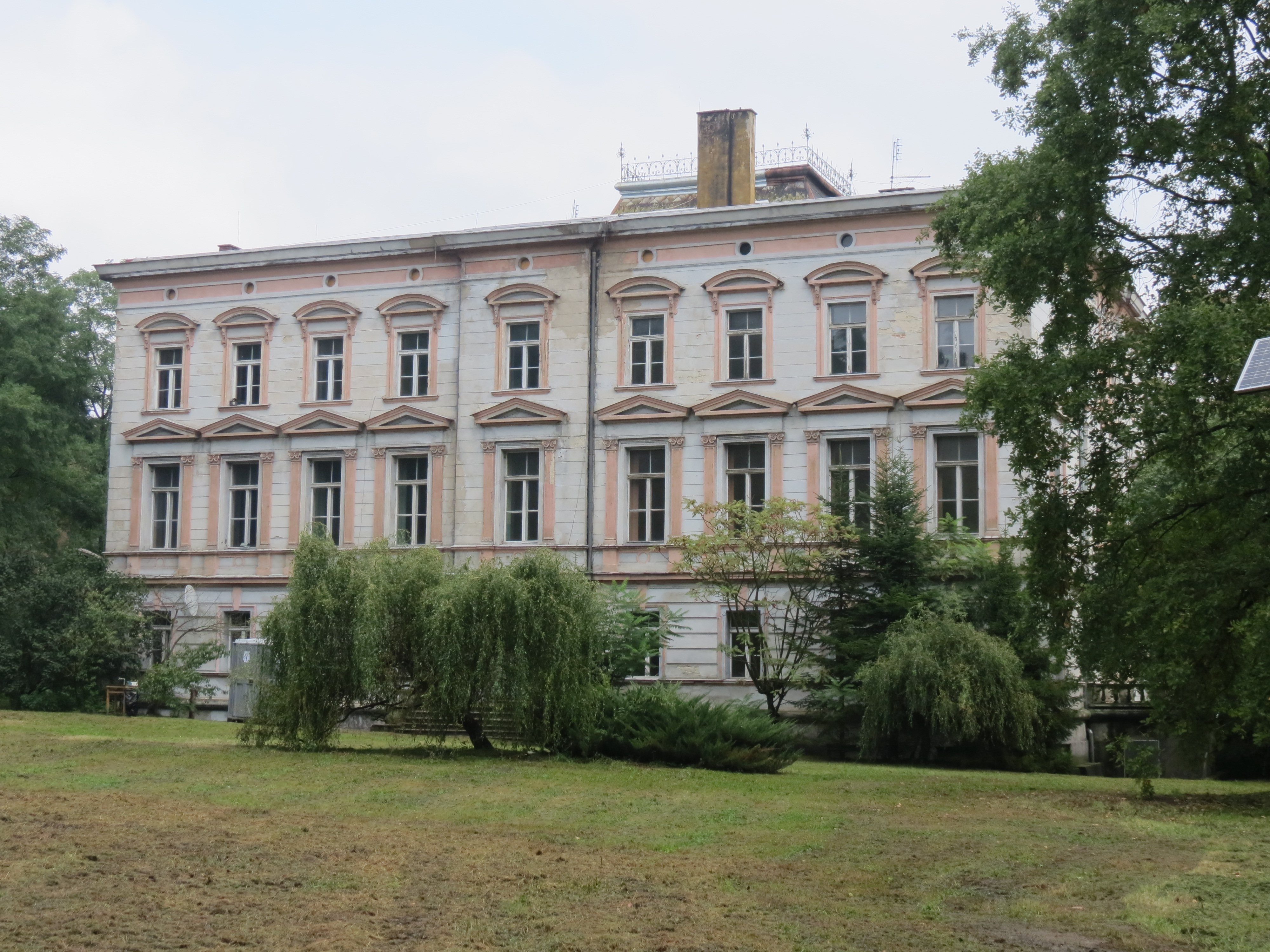
Schloss

Der Ort wurde erstmals 1305 urkundlich erwähnt.
Rudzinitz wurde 1742 mit dem größten Teil Schlesiens preußisch und war ab 1816 Teil des Kreises Tost (später umbenannt in Tost-Gleiwitz) im Regierungsbezirk Oppeln.
Die Volksabstimmung in Oberschlesien am 20. März 1921 ergab in Rudzinitz einen Patt: 439 Wahlberechtigte stimmten für einen Verbleib bei Deutschland und ebenso viele für eine Zugehörigkeit zu Polen. Als Teil des Stimmkreises Tost-Gleiwitz verblieb Rudzinitz in der Weimarer Republik.
Während der Zeit des Nationalsozialismus wurden Ortsnamen slawischer Herkunft umbenannt – Rudzinitz erhielt zum 24. Februar 1936 den Namen Rudgershagen. Nach dem Zweiten Weltkrieg fiel der Ort an Polen und wurde in Rudziniec umbenannt.

## Verkehr
Der Bahnhof Rudziniec Gliwicki liegt am Abzweig der Güterstrecke Rudziniec–Toszek von der Strecke Kędzierzyn-Koźle–Gliwice. Der Bahnhof in Rudziniec wurde in den 1840er Jahren erbaut. Damals entstand die Eisenbahnstrecke, die durch das Dorf führte. Vor dem Zweiten Weltkrieg hieß der Bahnhof Rudzinitz, später Rudgershagen.
Eine Schleuse am Gleiwitzer Kanal befindet sich im Nordosten der Stadt.

## Sehenswürdigkeiten
- Schrotholzkirche St. Michael aus dem Jahr 1657 mit Kirchturm aus dem Jahr 1853
- Schloss aus dem Jahr 1876 mit Parkanlage

## Bildung
- eine Grundschule
- ein Gymnasium

## Persönlichkeiten
- Lothar Krüger (1885–1945), Ingenieur und Professor der Baustoffkunde